# Donald Metcalf
Donald Metcalf AC FRS FAA (Mittagong, 26 de fevereiro de 1929 – 15 de dezembro de 2014) foi um médico australiano.

## Publicações selecionadas
- Clonal Culture of hemopoietic Cells: Techniques and Applications. Amsterdam und New York 1984
- The molecular Control of Blood Cells. Cambridge MA 1988
- The hemopoietic Colony-stimulating Factors: From Biology to clinical Applications. Cambridge und New York 1995
- Summon up the Blood: In dogged Pursuit of the Blood Cell Regulators. Miamisburg 2000
- Hematopoiesis: A developmental Approach. New York 2001